# Heilprinia timessa
Heilprinia timessa is een slakkensoort uit de familie van de Fasciolariidae. De wetenschappelijke naam van de soort werd in 1889 voor het eerst geldig gepubliceerd door Dall.